# Ruta Provincial 336
La Ruta Provincial 336 es una carretera de Tucumán, Argentina. Se extiende desde Burruyacú hasta el límite interprovincial con Santiago del Estero. Está pavimentada en gran mayoría de su recorrido, excepto desde Burruyacu hasta El Puestito de Abajo.
En 2015, a causa de las inundaciones sufridas en Tucumán en marzo de ese año, un tramo de la ruta cercano al paraje El Puestito colapsó y se cayó. Esto dejó aislada a diversas localidades del interior tucumano, hasta que en 2016 se realizaron trabajos para reconstruirla. En 2019 otro pozo de seis metros de profundidad volvió a aparecer tras intensas lluvias sobre la ruta. En 2024, en el marco del plan de recuperación de caminos del interior provincial, se volvió a nivelar el tramo no pavimentado de la carretera, entre Burruyacu y El Puestito.

## Localidades
Las localidades por las que pasa son las siguientes:
- Departamento Burruyacú: Burruyacú, El Puestito, Tala Pampa, Aguas Blancas y Gobernador Garmendia.